# Matheus Nachtergaele
Matheus Nachtergaele OMC (São Paulo, 3 de janeiro de 1968) é um ator, diretor e autor brasileiro. Nachtergaele é ganhador de vários prêmios, incluindo cinco Prêmios APCA, três vezes o Grande Otelo, dois Prêmios Guarani e três Prêmios Qualidade Brasil, além de ter sido laureado em diversos festivais de cinema nacionais e internacionais e concorrer a dois prêmios no tradicional Festival de Cannes.
Nachtergaele iniciou sua carreira artística no início da década de 1990 após passar pelo renomado curso da Escola de Arte Dramática da USP. Sua estreia nos palcos ocorrera em Paraíso Perdido (1992) com a companhia Teatro da Vertigem, mas foi em Livro de Jó (1995) que ganhou reconhecimento crítico por sua atuação, chegando a ser premiado com Troféu APCA. Seu sucesso nos palcos logo o levou à televisão, onde despontou como a travesti Cintura Fina na minissérie Hilda Furacão (1998), personagem polêmico e emblemático, sendo muito elogiado pela crítica. Posteriormente, atuou nas minisséries A Muralha (2000) e Pastores da Noite (2002), até fazer sua estreia em telenovelas, como o pai-de-santo maranhense Helinho em Da Cor do Pecado (2004) e o peão de rodeio Carreirinha em América (2005), recebendo novamente elogios do público e da crítica especializada.
Nos cinemas, iniciou a carreira artística no final da década de 1990, destacando-se em duas obras indiadas ao Óscar de Melhor Filme Estrangeiro: O Que É Isso, Companheiro? (1997) e Central do Brasil (1998). Foi convidado para interpretar o protagonista João Grilo na minissérie O Auto da Compadecida (1999), que posteriormente fora transformada em filme e relançada em 2000, conquistando prêmios e elogios por parte da crítica e do próprio autor da obra Ariano Suassuna. Posteriormente, voltou à se destacar em Cidade de Deus (2002), Amarelo Manga (2002), A Concepção (2005), Tapete Vermelho (2006), O Bem-Amado (2010), Febre do Rato (2011), Serra Pelada (2013), Trinta (2014), Cabras da Peste (2021) e O Auto da Compadecida 2 (2024).
Matheus fez sua estreia como cineasta no seu primeiro longa-metragem, A Festa da Menina Morta, de 2008, pelo qual concorreu a prêmios no Festival de Cannes, na França, e ganhou dois Prêmios APCA. Em telenovelas mais recentes, teve destaque como o profeta Miguézim em Cordel Encantado (2011), o engraçado Seu Encolheu em Saramandaia (2013) e o apaixonado Norberto em Renascer (2024).

## Início da vida

### Família e formação profissional
Nascido em São Paulo em 3 de janeiro de 1968, Matheus Nachtergaele é filho de belgas da classe média alta paulistana. Quando tinha apenas três meses de idade, perdeu sua mãe, Maria Cecília, que suicidou-se, aos 22 anos. Nachtergaele obteve conhecimento de que sua mãe havia tirado a própria vida apenas na adolescência, aos dezesseis anos, quando seu pai o apresentou uma pasta com dezenas de poemas escritos por Maria Cecília, que era poetisa e musicista.
Aos vinte anos de idade, ingressou no teatro. Em 1989, a convite de uma amiga, fez um teste para a companhia do diretor teatral Antunes Filho e foi aprovado. Anteriormente, cursava Belas Artes e Antunes o despertou para a atuação. Aos vinte e dois anos, entrou para a Escola de Arte Dramática da Universidade de São Paulo (EAD USP), formando-se em 1991. Ganhou notoriedade em 1992 com a companhia Teatro da Vertigem, sob a direção de Antonio Araújo, e teve seu trabalho reconhecido por sua atuação no premiado espetáculo da companhia Livro de Jó.

## Carreira

### Primeiros trabalhos e reconhecimento da crítica (1992—1999)

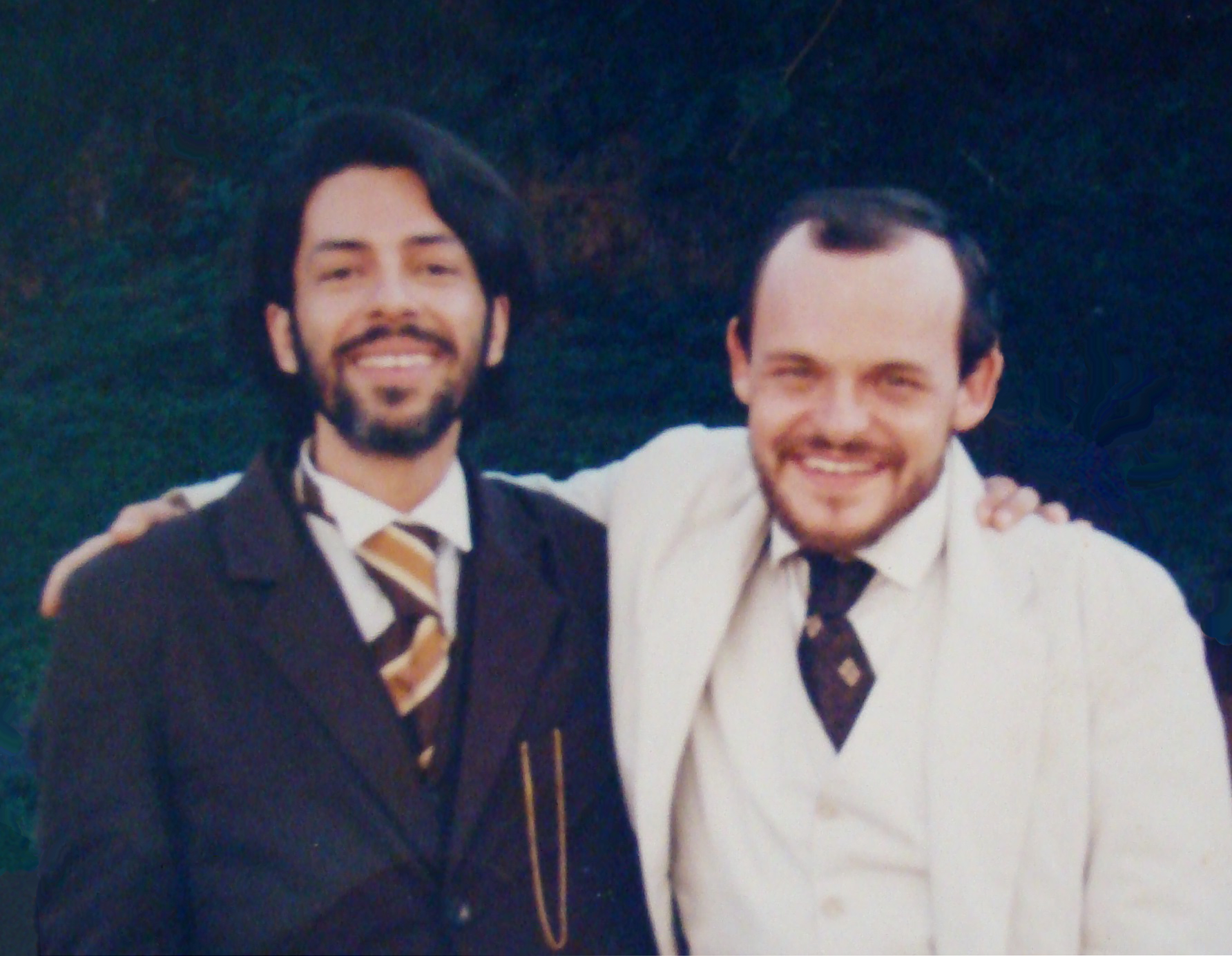
Nachtergaele ao lado de Paulo Leão nas gravações do filme O Enfermeiro, em 1996.

Em 1992, Nachtergaele fez sua estreia no teatro profissional com a peça Paraíso Perdido, de Sérgio Carvalho, com a companhia Teatro da Vertigem, onde ele encenou o Anjo Caído. Anos mais tarde, em 1995, veio o reconhecimento da crítica com a encenação de Livro de Jó, com a mesma companhia, dessa vez sob a direção de Antônio Araújo, onde interpretou Jó, um homem temente a Deus que fica à mercê de um jogo entre a Deus e Satanás. Pelo seu personagem, foi agraciado com o Troféu APCA de Melhor Ator em Teatro, o Prêmio Shell de Melhor Ator e o Troféu Mambembe pela melhor performance teatral. Seu sucesso na peça Livro de Jó logo o levou à televisão, onde fez sua estreia com participações no seriado A Comédia da Vida Privada, da TV Globo, atuando nos episódios "Anchietando", onde interpretou um militante universitário, e "A Voz do Coração", no papel de um taxista que revela-se um grande talento musical, ambos exibidos em 1997.
Em 1997, fez sua estreia no cinema atuando no drama histórico Anahy de las Misiones, dirigido por Sérgio Silva, no papel de Manoel, um revoltoso que junta à família de Anahy (Araci Esteves), uma andarilha que viaja pelos campos de batalha do Rio Grande do Sul durante a Guerra dos Farrapos, saqueando os mortos e negociando os achados com os soldados sobreviventes. No mesmo ano, teve seu talento reconhecido no drama O Que É Isso, Companheiro?, de Bruno Barreto, filme indicado ao Óscar de Melhor Filme Estrangeiro, interpretando Jonas, um dos guerrilheiros envolvidos na história verídica do sequestro do embaixador dos Estados Unidos no Brasil, Charles Burke Elbrick, em 1968. Matheus foi elogiado pela sua atuação no filme e foi eleito Melhor Ator Coadjuvante no 3° Prêmio Guarani de Cinema, organizado pela crítica cinematográfica brasileira.
No ano seguinte, progrediu sua carreira no cinema atuando novamente em um filme indicado ao Óscar de Melhor Filme Estrangeiro, o clássico drama Central do Brasil, dirigido por Walter Salles e estrelado por Fernanda Montenegro (pelo qual tornou-se a primeira brasileira indicada ao Óscar de Melhor Atriz), interpretando Isaías, um dos irmãos do menino Josué (Vinícius de Oliveira). Colhendo os frutos de seu trabalho no cinema, ele foi novamente reconhecido pela crítica por sua interpretação como Pedro no filme Kenoma (1998), de Eliane Caffé, recebendo seu segundo Prêmio Guarani como Melhor Ator Coadjuvante.
Nachtergaele adquiriu maior notoriedade na televisão apenas em 1998, quando atuou na minissérie Hilda Furacão como Cintura Fina, papel que rendeu a ele seu segundo Troféu APCA, dessa vez pela performance como Melhor Ator Revelação em Televisão. O sucesso da personagem, que no início foi temida pelo ator por conta da discriminação, o levou a atuação como protagonista na minissérie O Auto da Compadecida, em 1999, baseado na obra de Ariano Suassuna, no papel de João Grilo, sucesso popular que logo tornou-se seu trabalho mais conhecido da carreira. Ainda neste ano, o ator voltou aos cinemas novamente sob a direção de Walter Salles no suspense O Primeiro Dia, também dirigido por Daniela Thomas, que se passa na virada de ano para o início de 2000. Interpretando Francisco no filme, tornou-se o primeiro ator a vencer o Grande Otelo de Melhor Ator, concedido pela Academia Brasileira de Cinema, além de ser pela terceira vez indicado ao Guarani de Melhor Ator Coadjuvante.

### Grandes sucessos populares (2000—2005)

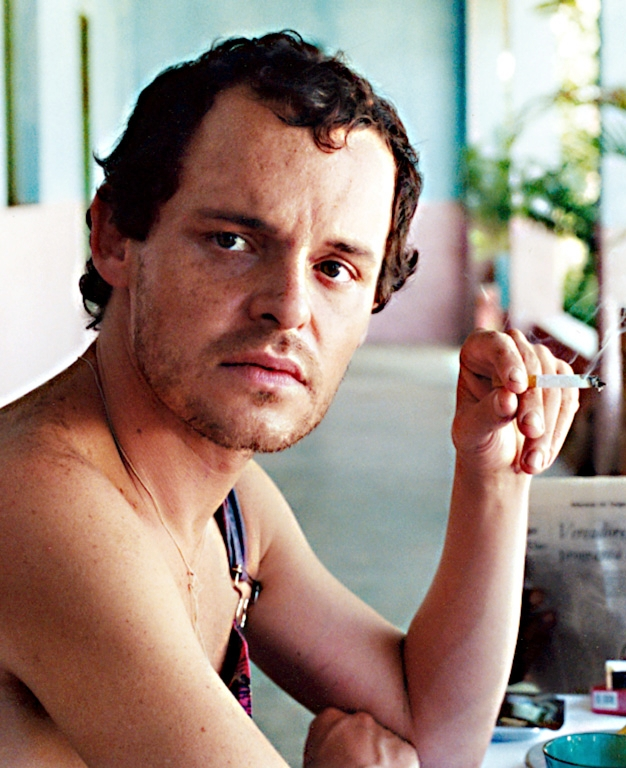
Nachtergaele no filme Eclipse, de 2002.

Em 2000, estreia no cinema O Auto da Compadecida, filme dirigido por Guel Arraes adaptado da minissérie exibida no ano anterior, onde ele ressurge no papel de João Grilo. O filme logo se tornou uma febre e foi o mais assistido do ano, superando dois milhões de espectadores, e foi recebido com críticas positivas, frequentemente mencionado como um dos melhores filmes nacionais já feitos. Além do sucesso de público, Nachtergaele teve mais uma vez sua interpretação elogiado e ele ganhou pelo segundo ano consecutivo o Grande Otelo de Melhor Ator, além de ter recebido seu terceiro Troféu APCA, agora como Melhor Ator de Cinema, e o prêmio de Melhor Ator no Festival Internacional de Cinema de Vinã del Mar.
Ainda em 2000, retorna à televisão na minissérie de drama histórico A Muralha, que remonta os tempos coloniais do Brasil, onde interpretou Padre Miguel. Em 2001, pôde ser visto no filme de suspense Bufo & Spallanzani, dirigido por Flávio Ramos Tambellini, em uma participação especial como bandido Agenor, contratado para atrapalhar as investigações do mistério que sustenta o filme. No mesmo ano, destaca-se no elenco principal da minissérie Os Maias, da TV Globo, no papel de Teodorico Raposo, um dos amigos do protagonista Carlos Eduardo da Maia, interpretado por Fábio Assunção.
Pela terceira vez, Matheus atuou em um filme indicado ao Óscar com seu papel em Cidade de Deus (2002), de Fernando Meirelles, que ganhou grande repercussão internacional por sua qualidade técnica e por abordar o início do crescimento do crime organizado na Cidade de Deus, uma favela que começou a ser construída nos anos 1960 e tornou-se um dos lugares mais perigosos do Rio de Janeiro. Ele interpretou Sandro Cenoura, um traficante de drogas amigo de Bené (Phellipe Haagensen), que detém um ponto de tráfico na Cidade de Deus e rivaliza com Zé Pequeno (Leandro Firmino). Em 2002, voltou aos palcos do teatro protagonizando a peça Woyzzeck: O Brasileiro, de Cibele Forjaz, onde ele surge como Franz Woyzeck, um proletário que adivinha a angústia da classe média. Ao lado de  Eduardo Moscovis, Lázaro Ramos, Luiz Carlos Vasconcelos e Tonico Pereira, protagonizou a minissérie Pastores da Noite, onde interpretam cinco amigos boêmios que contam suas desventuras pelas noites de Salvador, com a presença da cafetina interpretada por Fernanda Montenegro.
Em 2004, Matheus fez sua estreia em telenovelas como o falso vidente cômico Pai Helinho na novela das sete Da Cor do Pecado, de João Emanuel Carneiro, trama de grande sucesso de audiência. Em São Luís, ele é um grande amigo da protagonista Preta (Taís Araújo) e ganha a vida enganando seus clientes com suas falsas visões e reencarnações. No ano seguinte, 2005, ele é convidado para o elenco da novela das nove América, escrita por Glória Perez, outro sucesso de audiência. Nachtergaele se destacou no elenco vivendo o peão destrambelhado Carreirinha, personagem que caiu no gosto popular e o rendeu elogios, incluindo o prêmio Melhores do Ano de Melhor Ator Coadjuvante.

### Carreira internacional e estreia como diretor (2006—2010)

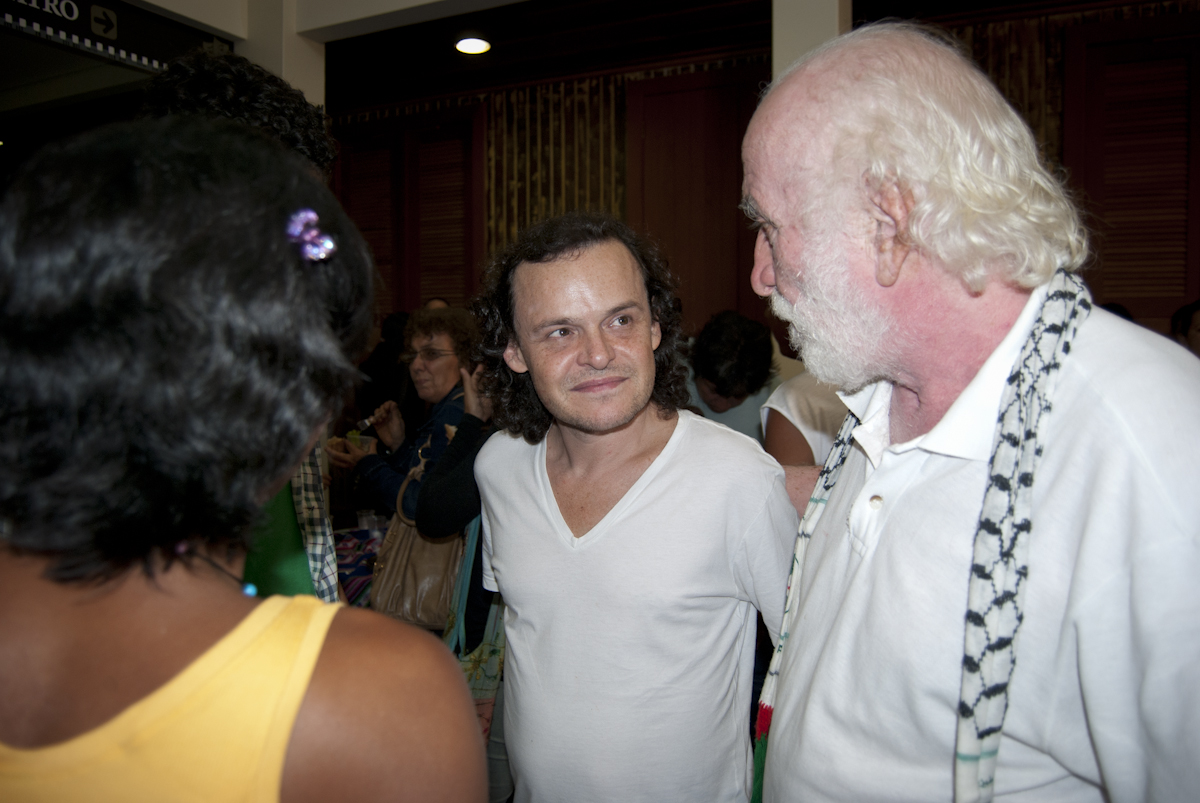
Nachtergaele no Festival Internacional Pachamama, Cinema de Fronteira, em 2010.

Em 2006, Matheus dedicou-se exclusivamente ao cinema aparecendo em quatro produções. Estrelou o drama A Concepção, de José Eduardo Belmonte, no papel de X, um homem misterioso que surge em Brasília revolucionando a vida tediosa de filhos de diplomatas que residem no local. Dirigido por Lírio Ferreira, fez uma participação no filme Árido Movie como Salustiano. Fez sua estreia no cinema internacional atuando no drama Journey to the End of the Night, de Eric Eason, estrelado por Brendan Fraser, Mos Def, Scott Glenn, Alice Braga e Catalina Sandino Moreno. Por fim, estrelou a comédia Tapete Vermelho, de Luiz Alberto Pereira, que o trouxe como o protagonista Quinzinho, um homem que  tem uma promessa a cumprir: levar seu filho, Neco, à cidade para assistir a um filme do Mazzaropi e assim inicia-se uma verdadeira odisseia pelas cidades do interior paulista. Sua atuação no filme lhe rendeu inúmeros prêmios, mais notavelmente o quarto Troféu APCA de sua carreira e o Prêmio Qualidade Brasil como Melhor Ator de Cinema.
Em 2007, fez parte do elenco do controverso filme de drama Baixio das Bestas, de Cláudio Assis, que chamou atenção por suas cenas fortes e bastante explicitas, que refletem sobre a condição da mulher desprotegida. Ambientando na Zona da Mata de Pernambuco, no filme ele interpreta o doentio Everardo, homem que comanda as prostitutas de um bordel assombroso, personagem pelo qual recebeu a indicação ao Grande Otelo de Melhor Ator. Na televisão, ele retornou a atuar na minissérie Amazônia, de Galvez a Chico Mendes (2007), escrita pela autora Glória Perez, onde interpreta o Sr. Poeta em uma participação especial. No ano seguinte, interpretou Tito na série Queridos Amigos, sendo um dos personagens principais pertencentes a um grupo de amigos que se reencontram depois de anos.
Em 2008, lançou-se em carreira internacional atuando no filme venezuelano La Virgen Negra, como João Pinto, e estando no elenco do filme Terra Vermelha, uma coprodução entre Brasil e Itália. No entanto, foi como diretor de cinema que ele se destacou neste ano lançando seu drama de estreia A Festa da Menina Morta, filme que retrata o misticismo da Amazônia através da celebração da festa da menina morta, onde milhares de peregrinos viajam para receber as bênçãos de um jovem santo, interpretado por Daniel de Oliveira, conhecido como Santinho, que recebeu esses poderes após o suicídio da mãe. O filme ganhou repercussão internacional sendo exibido no Festival de Cannes, na França, onde concorreu na mostra Um Certo Olhar. Além do reconhecimento internacional, Matheus faturou inúmeros prêmios com sua obra, incluindo quatro estatuetas no Festival de Gramado, uma no Festival do Rio e o seu quinto Troféu APCA.
Em 2009, retorna à televisão com seu papel na minissérie Decamerão: A Comédia do Sexo, escrita por Guel Arraes e Jorge Furtado, onde ele interpreta o protagonista Tofano. Na história, ele vive um jovem herdeiro que, antes da morte do pai, recebe uma condição inesperada: só poderá acessar sua fortuna se se casar com Monna (Deborah Secco), a enfermeira que cuidou do patriarca em seus últimos dias, desconsiderando o amor do filho por Isabel (Leandra Leal). Em 2010, fez uma participação especial no seriado de comédia S.O.S. Emergência interpretando Sete Quedas, um infrator que precisa ser internado às pressas para fazer uma cirurgia após um acidente. No mesmo ano, atua no filme O Bem-Amado, que mais tarde tornou-se minissérie na TV Globo, como  Dirceu Borboleta, o assessor do político Odorico Paraguaçu (Marco Nanini).

### Filmes independentes e volta às novelas (2011—2019)

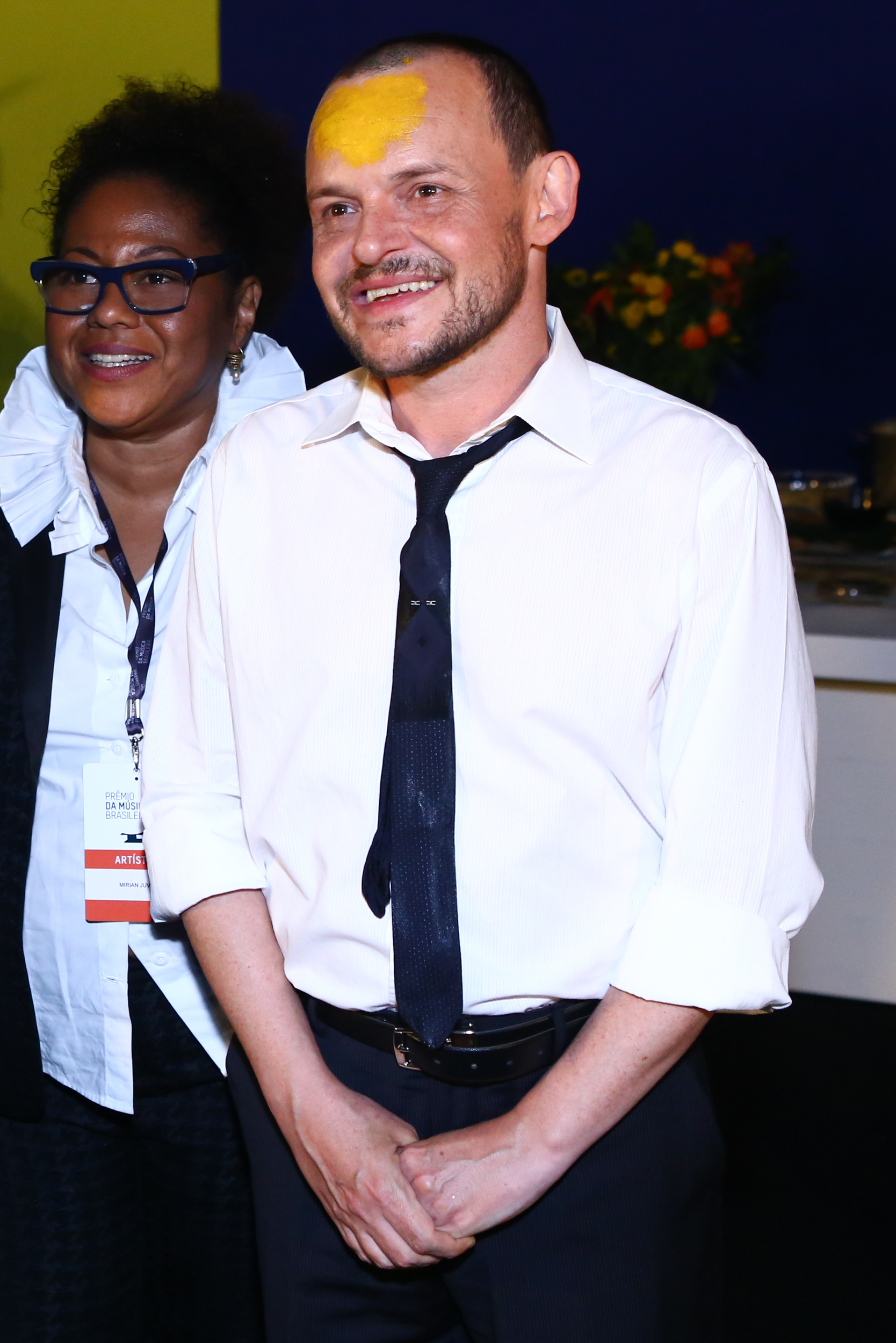
Nachtergaele no 26° Prêmio da Música Brasileira, em 2015.

Em 2011, o ator retornou às telenovelas após seis anos aceitando convite para atuar na novela das seis Cordel Encantado, de Duca Rachid e Thelma Guedes, onde interpretou o Profeta Miguel, um homem sábio e visionário que detém o grande segredo da trama mas que acaba sendo considerado maluco por suas profecias. Em 2012, trabalha novamente com o cineasta Cláudio Assis na obra aclamada Febre do Rato, filme de drama onde ele interpreta o personagem Paizinho, um homem que vive uma relação conturbada de traições e ciúmes com a travesti Vanessa (Tânia Granussi). Em 2013, ele aparece no documentário Cidade de Deus - 10 Anos Depois que reúne o elenco do clássico filme de 2002 para contar as mudanças nas vidas dos intérpretes após dez anos do filme, e também atua como Luís Nascimento no filme de drama histórico O Inventor de Sonhos, dirigido por Ricardo Nauenberg, filme o qual não foi bem recebido pela crítica.
Em 2013, foi escalado para interpretar Seu Encolheu na novela das onze Saramandaia, refilmagem da novela de mesmo nome exibida em 1976 pela TV Globo (onde, na ocasião, o personagem foi vivido pelo ator Wellington Botelho), Na trama, repleta de surrealismo, seu personagem é casado com Dona Redonda, interpretada por Vera Holtz, e é uma espécie de "homem do tempo", pois quando sente dor nos ossos da costela, sabe se vai chover ou fazer sol. Também em 2013, volta aos cinemas no drama Serra Pelada, dirigido por Heitor Dhalia, que conta a história de um grupo de amigos que deixam São Paulo em busca das promessas de enriquecimento no garimpo do ouro, onde ele interpretou o Coronel Carvalho, personagem que lhe rendeu indicação ao Grande Otelo de Melhor Coadjuvante.
Em 2014, interpretou um dos quatro filhos de Fernanda Montenegro na série Doce de Mãe, vencedora do Emmy Internacional, ao lado de Louise Cardoso, Marco Ricca e Mariana Lima. Matheus protagonizou a cinebiografia Trinta, dirigida por Paulo Machline, que conta a história de vida do carnavalesco Joãosinho Trinta, mostrando sua vinda de São Luís, no Maranhão, até o Rio de Janeiro, mostrando seu início de carreira como bailarino, a ida para o Salgueiro e a estreia como carnavalesco pela escola.
Em 2015, estrelou a série Zé do Caixão, do Canal Space, interpretando José Mojica Marins, diretor e ator que criou o mítico Zé do Caixão. A série, que não tem intenção de mostrar uma biografia completa do ator, mostra, a cada episódio, a produção de um filme de Mojica. No cinema, atuou no filme Sangue Azul (2015), de Lírio Ferreira, que acompanha a vida circense de um homem separado de sua vida ainda na infância, e também esteve no curta-metragem Quando Parei De Me Preocupar Com Canalhas (2015). Em 2015, encenou pela primeira vez o monólogo Concerto do Desejo, produzido por ele a partir das poesias escritas pela mãe. Segundo o ator, ela foi a inspiração para que seguisse a carreira artística.
Em 2016, foi o protagonista do filme Big Jato, realizando sua quarta parceria com o diretor Cláudio Assis, ao lado de Rafael Nicácio e Marcélia Cartaxo. O filme acompanha o menino Francisco (Nicácio) que acompanha seu pai (Nachtergaele) no trabalho, como motorista do imponente Big Jato, um caminhão-pipa utilizado para limpar as fossas da cidade sem saneamento básico. Mas o garoto está mais interessado nas ideias do tio (também interpretado por Nachtergaele), um artista libertário e anarquista. Sua interpretação lhe rendeu o prêmio de Melhor Ator no Festival de Cinema de Brasília e no FESTin. Em 2017, estrelou os filmes independentes Zama, de Lucrecia Martel, um filme produzindo internacionalmente, e Má Adolescência.[carece de fontes?]
Em 2017, ainda, voltou à televisão em uma participação especial num episódio da série médica Sob Pressão, onde interpretou um deficiente visual que foi atropelado junto com seu cão-guia. Neste ano também esteve no elenco da primeira temporada de Filhos da Pátria, seriado cômico estrelado por Fernanda Torres e Alexandre Nero, interpretando Pacheco. Em 2018, fez uma participação no seriado Carcereiros no papel de Monstro, um perverso presidiário. Neste ano também esteve no filme O Nome da Morte, drama dirigido por Henrique Goldman, e na animação Tito e os Pássaros, dando voz ao personagem Dr. Rufus.

### Volta às telenovelas e projetos recentes (2019—presente)

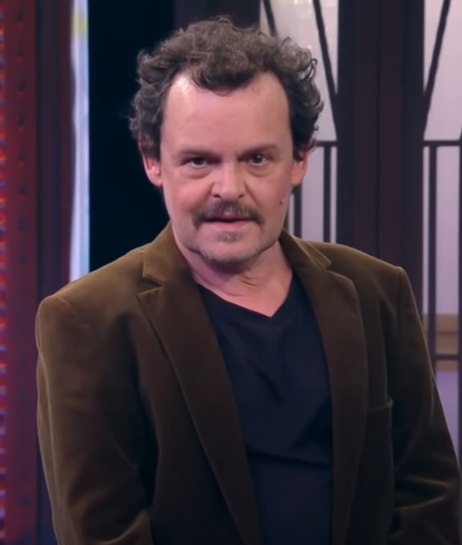
Nachtergaele em entrevista no talk show Lady Night, em 2024.

Em 2019, o ator voltou à televisão na série Cine Holliúdy no papel do Prefeito Olegário Maciel, um sujeito que manda e desmanda na cidade de Pitombas, no interior do Ceará, com uma prepotência diretamente proporcional ao tanto que é frouxo. Fez par romântico com Heloísa Perissé, que interpretava Maria do Socorro, por quem o prefeito é apaixonado e obedece aos seus mandos e desmandos. A série permaneceu ao ar durante três temporadas chegando ao fim em 2023. Em 2020, atua na série Todas as Mulheres do Mundo, do Globoplay, escrita por Jorge Furtado e Janaína Fischer, onde ele interpreta o filósofo romântico e sonhador Cabral.
Em 2020, fez uma participação especial na série Diário de Um Confinado, estrelada por Bruno Mazzeo e grava remotamente devido as restrições causadas pela pandemia de coronavírus. Nachtergaele trabalhou mais uma vez com dublagem na série Rocky & Hudson: Os Caubóis Gays (2020), do Canal Brasil, interpretando um dos protagonistas, o Rocky, ao lado do ator Paulo Tiefenthaler, que interpreta Hudson. A série é derivada do longa-metragem de animação homônimo lançado em 1994 por Otto Guerra.
Em 2021, estrelou uma série de filmes. Em março, foi lançado na Netflix o filme de comédia Cabras da Peste, de Vitor Brandt, que trazia Nachtergaele e Edmilson Filho como uma dupla de investigação atrapalhada em busca de recuperar uma cabra roubada, que é considerada patrimônio de uma cidade do interior do Ceará. O filme tem o estilo conhecido como buddy cop, mas com um toque à brasileira. Volta ao cinema com Cláudio Assis sendo um dos protagonistas do polêmico filme Piedade, ao lado de Fernanda Montenegro, Irandhir Santos e Cauã Reymond, no papel de Aurélio, um poderoso empresário que tenta comprar as terras de uma família para o crescimento de sua indústria. Foi indicado ao Prêmio Guarani de Melhor Ator Coadjuvante por sua performance no filme Carro Rei (2022), de Renata Pinheiro, onde atuou como o mecânico Zé Macaco, que junto com seu sobrinho constrói um carro com sentimentos.
Estrelou o filme O Clube dos Anjos (2022), dirigido por Angelo Defanti, tendo sua atuação elogiada como o cozinheiro Lucídio, um homem enigmático que chega em um grupo de sete amigos que costumam se reunir oferecendo banquetes magníficos, mas, ao final de cada jantar, um dos sete amigos de longa data aparece misteriosamente morto. A interpretação de Matheus Nachtergaele foi considera sútil e sombria.
Em 2024, o ator voltou às telenovelas após um hiato de onze anos em Renascer, produção do horário das nove da TV Globo escrita por Bruno Luperi a partir de uma adaptação da obra homônima de Benedito Ruy Barbosa exibida em 1993. Ele interpreta Norberto (interpretado originalmente por Nelson Xavier), o dono da única venda da cidade que carrega dores do amor por sua eterna amada Jacutinga (Juliana Paes). Também em 2024, estrelou o filme de drama Mais Pesado É o Céu, dirigido pelo cineasta Petrus Cariry, como o protagonista Antônio, um homem que retorna à sua cidade após ser inundada por um açude em busca de algo que já não existe mais. Em dezembro de 2024, estreou nos cinemas a sequência O Auto da Compadecida 2, após 25 anos da estreia do primeiro filme, onde ele ressurge no papel de João Grilo ao lado de Selton Mello como Chicó. O filme mostra o reencontro de João Grilo e Chicó após 25 anos. João Grilo retorna a Taperoá e percebe que virou uma lenda na região, após Chicó passar anos contando a história de sua ressurreição. Com isso, Grilo, usando toda sua esperteza e astúcia, tenta tirar proveito de sua fama.
Em 2025, o ator retornará às novelas em Vale Tudo, refilmagem do clássico das telenovelas exibido em 1988, onde interpretará Poliana, que na versão original foi interpretado por Pedro Paulo Rangel, o inseparável amigo da protagonista Raquel, personagem de Taís Araújo.

## Vida pessoal
Em 2014, o ator revelou ser bissexual e que tentou se definir sexualmente, mas que "não adiantava". Segundo ele, ninguém "cabe numa prateleira" quando se trata de sexualidade e que cada um tem a sua própria definição.

## Teatro
| Ano     | Título                        | Papel                   |
| ------- | ----------------------------- | ----------------------- |
| 1992—93 | Paraíso Perdido               | Anjo Caído              |
| 1995—96 | O Livro de Jó                 | Jó                      |
| 1998    | Da Gaivota                    | Treplev                 |
| 2000    | A Controvérsia                | Bartolomeu de Las Casas |
| 2002—03 | Woyzzeck, O Brasileiro        | Franz Woyzeck           |
| 2015—20 | Concerto do Desejo            | Ele mesmo (monólogo)    |
| 2018—20 | Molière – Uma Comédia Musical | Molière                 |

## Filmografia

### Televisão
| Ano  | Título                             | Papel                            | Nota                            |
| ---- | ---------------------------------- | -------------------------------- | ------------------------------- |
| 1991 | Meu Bem, Meu Mal                   | Cliente do bar                   | Figuração                       |
| 1997 | A Comédia da Vida Privada          | Andrew                           | Episódio: "Anchietanos"         |
| 1997 | A Comédia da Vida Privada          | Motorista                        | Episódio: "A Voz do Coração"    |
| 1998 | Hilda Furacão                      | Cintura Fina                     |                                 |
| 1999 | O Auto da Compadecida              | João Grilo                       |                                 |
| 2000 | A Muralha                          | Padre Miguel                     |                                 |
| 2000 | Você Decide                        | Arinelson                        | Episódio: "Um Casamento Aberto" |
| 2001 | Os Maias                           | Teodorico Raposo                 |                                 |
| 2002 | Pastores da Noite                  | Curió                            |                                 |
| 2004 | Da Cor do Pecado                   | Hélio Damasceno (Pai Helinho)    |                                 |
| 2005 | América                            | Jesuíno Carreira (Carreirinha)   |                                 |
| 2005 | Os Amadores                        | Jaime                            |                                 |
| 2007 | Amazônia, de Galvez a Chico Mendes | Poeta                            |                                 |
| 2008 | Queridos Amigos                    | Tito                             |                                 |
| 2008 | Ó Paí, Ó                           | Queixão / Moisés                 |                                 |
| 2009 | Decamerão: A Comédia do Sexo       | Tofano                           |                                 |
| 2010 | S.O.S. Emergência                  | Jezuíno da Silva (Sete Quedas)   |                                 |
| 2011 | Cordel Encantado                   | Profeta Miguel (Miguézim)        |                                 |
| 2013 | Saramandaia                        | Virgílio de Souza (Seu Encolheu) |                                 |
| 2014 | Doce de Mãe                        | Fernando de Souza                |                                 |
| 2015 | Zé do Caixão                       | José Mojica Marins               |                                 |
| 2016 | Grandes Cenas                      | Apresentador                     |                                 |
| 2017 | Sob Pressão                        | Romero                           | Episódio: "15 de agosto"        |
| 2017 | Filhos da Pátria                   | Pacheco                          |                                 |
| 2018 | Carcereiros                        | Laércio Rocha (Monstro)          | Episódio: "Uma Questão Pessoal" |
| 2019 | Cine Holliúdy                      | Prefeito Olegário Maciel         |                                 |
| 2020 | Todas as Mulheres do Mundo         | Cabral                           |                                 |
| 2020 | Estão me Observando                | Observador                       | Websérie                        |
| 2020 | Diário de Um Confinado             | Jayme                            |                                 |
| 2020 | Rocky & Hudson: Os Caubóis Gays    | Rocky (voz)                      | Dublagem                        |
| 2024 | Renascer                           | Norberto                         |                                 |
| 2024 | Chabadabadá                        | Quincas                          |                                 |
| 2025 | Vale Tudo                          | Audálio Candeias (Poliana)       |                                 |

### Cinema
Como ator
| Ano  | Título                                    | Papel                                | Nota           |
| ---- | ----------------------------------------- | ------------------------------------ | -------------- |
| 1997 | Anahy de las Misiones                     | Manoel                               |                |
| 1997 | O Que É Isso, Companheiro?                | Jonas                                |                |
| 1998 | O Primeiro Dia                            | Francisco                            |                |
| 1998 | Kenoma                                    | Pedro                                |                |
| 1998 | Central do Brasil                         | Isaías                               |                |
| 1999 | Castelo Rá-Tim-Bum, o Filme               | Rato                                 |                |
| 1999 | O Enfermeiro                              | Procópio Valongo                     |                |
| 2000 | O Auto da Compadecida                     | João Grilo                           |                |
| 2000 | Gêmeas                                    |                                      |                |
| 2000 | O Capitão Imaginário                      | Narrador                             |                |
| 2001 | Bufo & Spallanzani                        | Agenor                               |                |
| 2001 | Bicho de Sete Cabeças                     |                                      |                |
| 2002 | Cidade de Deus                            | Sandro Cenoura                       |                |
| 2002 | Onde a Terra Acaba                        | Narrador                             |                |
| 2002 | Eclipse                                   | Gil                                  |                |
| 2003 | Amarelo Manga                             | Dunga                                |                |
| 2003 | A Espera                                  | Amigo de Kico                        | Curta-metragem |
| 2004 | Narradores de Javé                        | Souza                                |                |
| 2004 | Nina                                      | Pintor                               |                |
| 2004 | O Curupira                                | Narrador                             | Curta-metragem |
| 2005 | Deu Zebra!                                | Scuzz (voz)                          | Dublagem       |
| 2005 | Crime Delicado                            | Ator da peça 'Woyzeck, o brasileiro  |                |
| 2005 | 500 Almas                                 |                                      |                |
| 2006 | A Concepção                               | X                                    |                |
| 2006 | Árido Movie                               | Salustiano                           |                |
| 2006 | 12 Horas até o Amanhecer                  | Nazda                                |                |
| 2006 | Tapete Vermelho                           | Quinzinho                            |                |
| 2007 | Baixio das Bestas                         | Everardo                             |                |
| 2008 | Terra Vermelha                            | Dimas                                |                |
| 2008 | La Virgen Negra                           | João Pinto                           |                |
| 2010 | O Bem Amado                               | Dirceu Borboleta                     |                |
| 2012 | Febre do Rato                             | Paizinho                             |                |
| 2012 | Cidade de Deus - 10 Anos Depois           | Ele mesmo                            |                |
| 2013 | O Inventor de Sonhos                      | Luís Nascimento                      |                |
| 2013 | Na Quadrada das Águas Perdidas            | Olegário                             |                |
| 2013 | Serra Pelada                              | Carvalho                             |                |
| 2014 | Trinta                                    | Joãosinho Trinta                     |                |
| 2015 | Sangue Azul                               | Gaetan                               |                |
| 2015 | Quando Parei De Me Preocupar Com Canalhas | João Carlos                          | Curta-metragem |
| 2016 | Big Jato                                  | Francisco Pai / Nelson               |                |
| 2016 | Mãe Só Há Uma                             | Matheus                              |                |
| 2016 | A Serpente                                | Paulo                                |                |
| 2017 | Zama                                      | Vicuña Porto / Soldado Gaspar Toledo |                |
| 2017 | Má Adolescência                           | Sem Nome                             |                |
| 2018 | Como Você Me Vê?                          | Ele mesmo                            | Documentário   |
| 2018 | O Nome da Morte                           | Luciano                              |                |
| 2018 | Tito e os Pássaros                        | Dr. Rufus (voz)                      | Dublagem       |
| 2020 | Transmissão                               | José Maria                           |                |
| 2021 | Piedade                                   | Aurélio                              |                |
| 2021 | Cabras da Peste                           | Renato Trindade                      |                |
| 2022 | Carro Rei                                 | Zé Macaco                            |                |
| 2022 | O Clube dos Anjos                         | Lucídio                              |                |
| 2022 | O Amante de Júlia                         | Sandro                               |                |
| 2024 | Mais Pesado É o Céu                       | Antônio                              |                |
| 2024 | O Auto da Compadecida 2                   | João Grilo / Diabo / Jesus           |                |

Como diretor/autor
| Ano  | Título                  | Cargo         |
| ---- | ----------------------- | ------------- |
| 2008 | A Festa da Menina Morta | diretor/autor |

## Prêmios e homenagens
Matheus Nachtergaele consolidou uma bem-sucedida carreira no cenário audiovisual brasileiro, o que lhe rendeu diversos prêmios e indicações em festivais nacionais e internacionais. Considerado um dos mais versáteis de sua geração, tanto no cinema, teatro e televisão, ele é tido como um dos grandes nomes da arte brasileira.
Nachtergaele em sua segunda atuação profissional no teatro, em Livro de Jó (1995), foi considerado o melhor ator de teatro pela Associação Paulista de Críticos de Arte, que o concedeu seu primeiro Troféu APCA (um dos prêmios mais festejados da cultura brasileira) da carreira em 1996. O ator repetiu o feito de receber o Troféu APCA por mais quatro vezes: em 1999, na televisão, foi considerado como Melhor Revelação Masculina pelo Cintura Fina de Hilda Furacão; em 2000, recebeu o prêmio de Melhor Ator de Televisão pela minissérie O Auto da Compadecida; no cinema, foi eleito o Melhor Ator de 2008 por sua performance na comédia Tapete Vermelho; e, provando sua versatilidade, recebeu uma estatueta da APCA em 2010 de Melhor Filme de Ficção por seu elogiado filme A Festa da Menina Morta.
Pela Academia Brasileira de Cinema, Nachtergaele foi reconhecido em oito indicações ao prêmio Grande Otelo, saindo-se vencedor em três delas. Ele foi o primeiro ator a ser premiado na categoria de Melhor Ator por seu desempenho no ano de 1999, atuando no filme de suspense O Primeiro Dia. Repetiu o feito no ano seguinte vencendo na categoria por sua emblemática performance de João Grilo no filme O Auto da Compadecida. Na categoria de Melhor Ator, ainda recebeu nomeações por: Amarelo Manga, em 2003, Baixio das Bestas, em 2008, e Trinta, em 2015. Como Melhor Ator Coadjuvante, foi premiado pela Academia em 2019 por O Nome da Morte e ainda recebeu uma indicação por Serra Pelada, em 2014.
Dentre os inúmeros prêmios nacionais e internacionais que recebeu em seus mais de trinta anos de carreira, em 2024, foi agraciado com o Troféu Oscarito do Festival de Gramado pelo reconhecimento de sua contribuição com o cinema brasileiro. Além de ter sido quatro vezes premiado com o Prêmio Guarani de Cinema, ter recebido três vezes o Prêmio Qualidade Brasil, ganhou ainda o Troféu Candango do Festival de Brasília por sua atuação em Big Jato, em 2015. Ele ganhou dois prêmios do Festival Internacional de Cinema de Chicago em 2008 por seu filme A Festa da Menina Morta, filme esse que também rendeu a ele quatro estatuetas do Troféu Kikito do Festival de Gramado.
Nos prêmios populares, Nachtergaele também saiu-se vencedor em diversas ocasiões, mais notavelmente em 2005 quando recebeu o Melhores do Ano de Melhor Ator Coadjuvante por sua atuação como o peão Carreirinha na telenovela América.

### Lista de prêmios e indicações
| Ano  | Prêmio                                            | Categoria                                                 | Trabalho                                      | Resultado | Ref.    |
| ---- | ------------------------------------------------- | --------------------------------------------------------- | --------------------------------------------- | --------- | ------- |
| 1996 | Prêmio Shell                                      | Melhor Ator                                               | O Livro de Jó                                 | Venceu    | [ 128 ] |
| 1996 | Prêmio Mambembe                                   | Melhor Ator                                               | O Livro de Jó                                 | Venceu    | [ 128 ] |
| 1996 | Prêmio APCA                                       | Melhor Ator – Teatro                                      | O Livro de Jó                                 | Venceu    | [ 129 ] |
| 1998 | Prêmio Guarani de Cinema Brasileiro               | Melhor Ator Coadjuvante                                   | O Que É Isso, Companheiro?                    | Venceu    | [ 124 ] |
| 1998 | Prêmio Melhores da Revista da TV - O Globo        | Melhor Revelação Masculina                                | Hilda Furacão                                 | Venceu    | [ 130 ] |
| 1999 | Prêmio APCA de Televisão                          | Melhor Revelação Masculina – Televisão                    | Hilda Furacão                                 | Venceu    | [ 128 ] |
| 1999 | Prêmio Guarani de Cinema Brasileiro               | Melhor Ator Coadjuvante                                   | Kenoma                                        | Venceu    | [ 131 ] |
| 2000 | Grande Prêmio do Cinema Brasileiro                | Melhor Ator                                               | O Primeiro Dia                                | Venceu    | [ 128 ] |
| 2000 | Prêmio Guarani de Cinema Brasileiro               | Melhor Ator Coadjuvante                                   | O Primeiro Dia                                | Indicado  | [ 132 ] |
| 2001 | Prêmio APCA de Televisão                          | Melhor Ator                                               | O Auto da Compadecida                         | Venceu    | [ 128 ] |
| 2001 | Festival Internacional de Cinema de Viña del Mar  | Melhor Ator                                               | O Auto da Compadecida                         | Venceu    | [ 124 ] |
| 2001 | Grande Prêmio do Cinema Brasileiro                | Melhor Ator                                               | O Auto da Compadecida                         | Venceu    | [ 124 ] |
| 2001 | Prêmio Guarani de Cinema Brasileiro               | Melhor Ator                                               | O Auto da Compadecida                         | Indicado  | [ 124 ] |
| 2002 | Festival Internacional de Cinema de Havana        | Melhor Ator (com elenco masculino)                        | Cidade de Deus                                | Venceu    | [ 133 ] |
| 2002 | Prêmio Qualidade Brasil                           | Cinema: Melhor Ator Coadjuvante (RJ)                      | Cidade de Deus                                | Indicado  |         |
| 2003 | Cine Ceará - Festival Audiovisual                 | Melhor Ator                                               | Amarelo Manga                                 | Venceu    | [ 134 ] |
| 2004 | Grande Prêmio do Cinema Brasileiro                | Melhor Ator                                               | Amarelo Manga                                 | Indicado  | [ 124 ] |
| 2004 | Prêmio Guarani de Cinema Brasileiro               | Melhor Ator                                               | Amarelo Manga                                 | Indicado  | [ 135 ] |
| 2005 | Prêmio Contigo! de TV                             | Melhor Ator Coadjuvante de Novela ou Série                | Da Cor do Pecado                              | Indicado  | [ 136 ] |
| 2005 | Melhores do Ano                                   | Melhor Ator Coadjuvante                                   | América                                       | Venceu    | [ 128 ] |
| 2005 | Prêmio Extra de Televisão                         | Melhor Ator                                               | América                                       | Indicado  |         |
| 2005 | Prêmio Revista Minha Novela                       | Melhor Ator Coadjuvante                                   | América                                       | Venceu    | [ 137 ] |
| 2005 | Prêmio Qualidade Brasil                           | Televisão: Melhor Ator Coadjuvante (RJ)                   | América                                       | Indicado  |         |
| 2005 | Prêmio Qualidade Brasil                           | Televisão: Melhor Ator Coadjuvante (SP)                   | América                                       | Indicado  |         |
| 2006 | Prêmio Contigo! de TV                             | Melhor Ator Coadjuvante de Novela ou Série                | América                                       | Indicado  | [ 138 ] |
| 2006 | Prêmio APCA                                       | Melhor Ator – Cinema                                      | Tapete Vermelho                               | Venceu    | [ 139 ] |
| 2006 | Prêmio Qualidade Brasil                           | Cinema: Melhor Ator                                       | Tapete Vermelho                               | Venceu    | [ 124 ] |
| 2006 | Cine PE - Festival do Audiovisual de Recife       | Melhor Ator                                               | Tapete Vermelho                               | Venceu    | [ 140 ] |
| 2006 | Brazilian Film Festival of Miami                  | Melhor Ator                                               | Tapete Vermelho                               | Venceu    | [ 140 ] |
| 2006 | Festival SESC de Melhores Filmes                  | Melhor Ator                                               | Tapete Vermelho                               | Venceu    | [ 140 ] |
| 2007 | Prêmio Fiesp/Sesi-SP                              | Melhor Ator                                               | Tapete Vermelho                               | Venceu    | [ 141 ] |
| 2007 | Prêmio ACIE de Cinema                             | Melhor Ator                                               | Tapete Vermelho                               | Indicado  | [ 142 ] |
| 2007 | Prêmio Contigo! de Cinema Nacional                | Melhor Ator                                               | Tapete Vermelho                               | Indicado  | [ 124 ] |
| 2007 | Prêmio Guarani de Cinema Brasileiro               | Melhor Ator                                               | Tapete Vermelho                               | Indicado  | [ 124 ] |
| 2008 | Grande Prêmio do Cinema Brasileiro                | Melhor Ator                                               | Baixio das Bestas                             | Indicado  | [ 124 ] |
| 2008 | Prêmio Qualidade Brasil                           | Televisão: Melhor Ator Coadjuvante                        | Queridos Amigos                               | Indicado  | [ 143 ] |
| 2008 | Festival do Rio                                   | Melhor Diretor                                            | A Festa da Menina Morta                       | Venceu    | [ 144 ] |
| 2008 | Festival de Cinema Luso-Brasileiro                | Melhor Ator                                               | A Festa da Menina Morta                       | Venceu    | [ 124 ] |
| 2008 | Festival de Cannes                                | Caméra D'Or                                               | A Festa da Menina Morta                       | Indicado  | [ 145 ] |
| 2008 | Festival de Cannes                                | Um Certo Olhar                                            | A Festa da Menina Morta                       | Indicado  | [ 145 ] |
| 2008 | Festival Internacional de Cinema de Chicago       | Melhor Diretor                                            | A Festa da Menina Morta                       | Venceu    | [ 125 ] |
| 2008 | Festival Internacional de Cinema de Chicago       | Seção Novos Diretores                                     | A Festa da Menina Morta                       | Venceu    | [ 125 ] |
| 2008 | Festival de Gramado                               | Melhor Filme (Júri Popular)                               | A Festa da Menina Morta                       | Venceu    | [ 146 ] |
| 2008 | Festival de Gramado                               | Prêmio Especial do Júri                                   | A Festa da Menina Morta                       | Venceu    | [ 146 ] |
| 2008 | Festival de Gramado                               | Prêmio da Crítica                                         | A Festa da Menina Morta                       | Venceu    | [ 146 ] |
| 2008 | Festival de Gramado                               | Melhor Trilha Sonora                                      | A Festa da Menina Morta                       | Venceu    | [ 146 ] |
| 2009 | Los Angeles Brazilian Film Festival               | Melhor Roteiro                                            | A Festa da Menina Morta                       | Venceu    | [ 124 ] |
| 2009 | Prêmio APCA                                       | Melhor Filme de Ficção                                    | A Festa da Menina Morta                       | Venceu    | [ 147 ] |
| 2009 | Festival Internacional de Cinema de Santa Bárbara | Melhor Diretor                                            | A Festa da Menina Morta                       | Indicado  | [ 148 ] |
| 2009 | Festival Internacional de Cinema do Uruguai       | Melhor Filme Latino-Americano                             | A Festa da Menina Morta                       | Venceu    | [ 124 ] |
| 2009 | Prêmio Qualidade Brasil                           | Televisão: Melhor Ator de Série ou Minissérie             | Decamerão: A Comédia do Sexo                  | Indicado  | [ 149 ] |
| 2009 | Prêmio Contigo! de Cinema Nacional                | Melhor Ator Coadjuvante                                   | Terra Vermelha                                | Indicado  |         |
| 2010 | Prêmio ACIE de Cinema                             | Melhor Diretor                                            | A Festa da Menina Morta                       | Venceu    | [ 150 ] |
| 2010 | Prêmio ACIE de Cinema                             | Melhor Roteiro                                            | A Festa da Menina Morta                       | Indicado  | [ 150 ] |
| 2010 | Prêmio ACIE de Cinema                             | Melhor Filme                                              | A Festa da Menina Morta                       | Indicado  | [ 150 ] |
| 2010 | Grande Prêmio do Cinema Brasileiro                | Melhor Roteiro Original                                   | A Festa da Menina Morta                       | Indicado  | [ 151 ] |
| 2010 | Prêmio Guarani de Cinema Brasileiro               | Melhor Diretor                                            | A Festa da Menina Morta                       | Venceu    | [ 124 ] |
| 2010 | Prêmio Guarani de Cinema Brasileiro               | Melhor Roteiro Original                                   | A Festa da Menina Morta                       | Indicado  | [ 124 ] |
| 2011 | Prêmio Qualidade Brasil                           | Televisão: Melhor Ator Coadjuvante de Série ou Minissérie | O Bem Amado                                   | Indicado  | [ 152 ] |
| 2011 | Prêmio Contigo! de Cinema Nacional                | Melhor Ator Coadjuvante (júri oficial)                    | O Bem Amado                                   | Indicado  | [ 153 ] |
| 2011 | Prêmio Contigo! de Cinema Nacional                | Melhor Ator Coadjuvante (júri popular)                    | O Bem Amado                                   | Venceu    | [ 153 ] |
| 2013 | Melhores do UOL e PopTevê                         | Melhor Ator                                               | Saramandaia                                   | Indicado  | [ 154 ] |
| 2013 | Melhores do UOL e PopTevê                         | Par Romântico (com Vera Holtz)                            | Saramandaia                                   | Indicado  | [ 154 ] |
| 2014 | Grande Prêmio do Cinema Brasileiro                | Melhor Ator Coadjuvante                                   | Serra Pelada                                  | Indicado  | [ 155 ] |
| 2015 | Grande Prêmio do Cinema Brasileiro                | Melhor Ator                                               | Trinta                                        | Indicado  | [ 156 ] |
| 2015 | Prêmio Fiesp/Sesi-SP                              | Melhor Ator                                               | Trinta                                        | Venceu    | [ 157 ] |
| 2015 | Prêmio Guarani de Cinema Brasileiro               | Melhor Ator                                               | Trinta                                        | Indicado  | [ 120 ] |
| 2015 | Festival de Brasília                              | Melhor Ator                                               | Big Jato                                      | Venceu    | [ 128 ] |
| 2015 | Festival de Gramado                               | Melhor Ator de Curta-metragem                             | Quando parei de me preocupar com canalhas     | Venceu    | [ 128 ] |
| 2016 | Prêmio Cesgranrio de Teatro                       | Melhor Ator                                               | Processo de Conscerto do Desejo               | Indicado  | [ 158 ] |
| 2016 | Prêmio Shell                                      | Melhor Ator                                               | Processo de Conscerto do Desejo               | Indicado  | [ 159 ] |
| 2017 | FESTin - Festival de Cinema de Lisboa             | Melhor Ator                                               | Big Jato                                      | Venceu    | [ 160 ] |
| 2017 | Prêmio Guarani de Cinema Brasileiro               | Melhor Ator Coadjuvante                                   | Mãe Só Há Uma                                 | Venceu    | [ 124 ] |
| 2018 | Prêmio Shell                                      | Melhor Ator                                               | Molière                                       | Indicado  |         |
| 2019 | Prêmio APTR de Teatro                             | Melhor Ator                                               | Molière                                       | Indicado  |         |
| 2019 | Grande Prêmio do Cinema Brasileiro                | Melhor Ator Coadjuvante                                   | O Nome da Morte                               | Venceu    |         |
| 2020 | Prêmio Contigo! de TV                             | Melhor Ator Coadjuvante de Novela ou Série                | Todas as Mulheres do Mundo                    | Indicado  | [ 161 ] |
| 2020 | Prêmio The Brazilian Critic                       | Melhor Ator Coadjuvante em Série de Comédia               | Todas as Mulheres do Mundo                    | Venceu    | [ 162 ] |
| 2020 | Los Angeles Brazilian Film Festival               | Melhor Ator                                               | Piedade                                       | Venceu    | [ 163 ] |
| 2022 | Festival Sesc Melhores Filmes                     | Melhor Ator Nacional                                      | Piedade                                       | Indicado  | [ 164 ] |
| 2022 | CCXP Awards                                       | Melhor Ator em Cinema                                     | Piedade                                       | Indicado  | [ 165 ] |
| 2022 | Festival de Gramado                               | Melhor Ator                                               | O Clube dos Anjos                             | Indicado  | [ 166 ] |
| 2023 | Festival Sesc Melhores Filmes                     | Melhor Ator Nacional                                      | Carro Rei                                     | Indicado  | [ 167 ] |
| 2023 | Prêmio Guarani de Cinema Brasileiro               | Melhor Ator Coadjuvante                                   | Carro Rei                                     | Indicado  | [ 168 ] |
| 2023 | Prêmio Cenym de Teatro                            | Melhor Ator                                               | Molière                                       | Indicado  | [ 169 ] |
| 2023 | Prêmio Cenym de Teatro                            | Melhor Elenco                                             | Molière                                       | Indicado  | [ 169 ] |
| 2024 | Festival de Gramado                               | Troféu Oscarito                                           | Homenagem                                     | Venceu    | [ 170 ] |
| 2024 | Prêmio Noticiasdetv.com                           | Melhor Ator Coadjuvante                                   | Renascer                                      | Venceu    | [ 171 ] |
| 2024 | Melhores do Ano                                   | Melhor Ator Coadjuvante                                   | Renascer                                      | Indicado  | [ 172 ] |
| 2024 | Melhores do Ano - Duh Secco                       | Melhor Ator Coadjuvante                                   | Renascer                                      | Indicado  | [ 173 ] |
| 2024 | Prêmio APCA de Cinema                             | Melhor Ator                                               | Mais Pesado É o Céu / O Auto da Compadecida 2 | Pendente  | [ 174 ] |
| 2025 | Prêmio Platino de Cinema Ibero-Americano          | Melhor Ator                                               | O Auto da Compadecida 2                       | Pendente  | [ 175 ] |